# سوما (مانيسا)
سوما هي مدينة في محافظة مانيسا في منطقة بحر إيجة، تركيا. يبلغ عدد سكانها 101011 نسمة حسب إحصاء عام 2009. تبلغ مساحتها 839 كيلومتر مربع (324 ميل2).

## انظر ايضا
منجم سوما